# Вирус Хантаан
Вирус Хантаан (англ. Hantaan orthohantavirus, ранее Hantaan virus) относится к семейству Hantaviridae порядка Bunyavirales. Типовой вид рода Orthohantavirus. Является одним из главных возбудителей геморрагической лихорадки с почечным синдромом в странах Азии. Среди симптомов, вызываемых вирусом также стоит отметить гематурию, кровоточивость и токсикоз.

## История изучения
Впервые вирус Хантаан был обнаружен в 1976—1978 годах учёным из Южной Кореи Лии Хо Вангом и назван так в честь реки, возле которой была поймана зараженная мышь. Позднее вирус был изолирован от заразившегося человека.
В 2017 году в связи с выделением порядка Bunyavirales и ревизией рода Hantavirus научное название вида изменено, как и у большинства других относящихся к порядку таксонов.

## Симптомы
Основные симптомы вируса, очень схожи с коронавирусом но немного отличаются от него
1. Высокая температура тела
2. Лихорадочное состояние
3. Боль в почках
4. Головная боль
5. Легочный синдром

## Распространение
Основным переносчиком является полевая мышь. Вирус распространён на территории России, преимущественно, на Дальнем Востоке, а также в КНДР, Китае, Японии и Южной Корее. Передача вируса в естественной среде происходит с мочой, слюной, а также лёгочным секретом грызунов. Заражение людей, как и в случае и вирусом Пуумала осуществляется через вдыхание мелких частиц выделений вместе с пылью, а также при употреблении загрязнённой мочой грызунов воды. При этом сами грызуны, являясь носителями вируса, не подвержены его влиянию (не болеют), поэтому продолжают быть переносчиками на протяжении всей жизни либо достаточно длительного её периода. 
23 марта 2020 года мужчина скоропостижно скончался в автобусе в КНР. Причиной стала лихорадка, вызванная инфицированием вирусом типа хантаан, носителем которого являются грызуны, сообщает Центральное телевидение Китая. Врачи предполагали, что пациенты инфицированы коронавирусом нового типа и сделали им соответствующие тесты, однако они дали отрицательные результаты. Спустя три часа после госпитализации почувствовавший недомогание пассажир, несмотря на усилия врачей, умер. Тестирование на другие возбудители заболеваний дало положительный результат на вирус хантаан.